# Joe Lockhart
Joseph Patrick (Joe) Lockhart (New York, 13 juli 1959) is een Amerikaanse perswoordvoerder en communicatiespecialist. Tussen 1998 en 2000 was hij in functie als perschef van het Witte Huis onder het toenmalige kabinet-Clinton.
Lockhart was als perswoordvoerder werkzaam voor verscheidene Democratische politici en meermaals betrokken bij de verkiezingscampagnes van Democratische presidentskandidaten, onder wie Jimmy Carter, Walter Mondale, Michael Dukakis en Bill Clinton. Later stichtte hij de Glover Park Group (een communicatieadviesbureau), werkte hij voor Facebook (2011–2012) en was hij vicepresident voor communicatie en public relations van de National Football League (2016–2018).

## Biografie

### Afkomst, opleiding en carrière
Joe Lockhart werd geboren in The Bronx als zoon van Raymond Lockhart, een langdurig NBC-producer die onder meer betrokken was bij The Huntley-Brinkley Report en bij de verslaglegging van bijzondere gebeurtenissen. Hij groeide op in Suffern (New York) en verhuisde in 1978 naar Washington D.C.. Hij studeerde aan Georgetown University waar hij een bachelorgraad behaalde in historie.
In 1980 werkte Lockhart mee aan de presidentiële herverkiezingscampagne van toenmalig president Jimmy Carter. Vier jaar later was hij perswoordvoerder voor de presidentiële campagne van Walter Mondale. Nadat hij enige tijd medewerker was geweest van senator Paul Simon, volgden korte verbanden met ABC en CNN. Bij de presidentsverkiezingen van 1988 was hij actief voor de campagne van Michael Dukakis. Lockhart stapte naderhand over naar de communicatiefirma Robinson, Lake, Lerer & Montgomery, maar keerde daarna terug naar ABC. Aansluitend werd hij verslaggever bij NBC (waar hij de Roemeense revolutie van 1989 versloeg) en bij Sky News, waar hij verslag deed over de Golfoorlog (1990-1993) en later over de zakenwereld.

### Clintons presidentiële campagne en het Witte Huis
Op een moment dat Lockhart overwoog voor AOL te gaan werken, rekruteerde zijn oud-collega Mike McCurry hem weer voor de politiek, waarna hij in 1996 woordvoerder werd van de campagne voor de herverkiezing van president Bill Clinton. McCurry was op dat moment de perschef van het Witte Huis en nadat Clinton herkozen werd, werd Lockhart aangesteld als McCurry's plaatsvervanger. Toen McCurry zijn functie in augustus 1998 neerlegde, volgde Lockhart hem als perschef op. Zijn eerste persconferentie gaf hij op 5 oktober 1998.
Lockhart onderhield onder meer contact met de pers tijdens de impeachmentprocedure tegen president Clinton en de mislukte top in Camp David op 25 juli 2000 tussen premier Ehud Barak en de Palestijnse leider Yasser Arafat als gasten van president Clinton. Op 29 september 2000 trad Lockhart terug.

### Na het Witte Huis
In 2001 was Lockhart medeoprichter van het communicatieadviesbureau Glover Park Group, waarvan hij directeur werd. In 2004 werd hij vervolgens aangesteld als senior adviseur voor de presidentiële campagne van John Kerry. Op 8 september 2004 zond CBS News een controversiële reportage uit over de militaire loopbaan van president George W. Bush, de Republikeinse tegenstander van Kerry tijdens die presidentsverkiezingen. De authenticiteit van de Killian-documenten, gebruikt in die reportage, waren onderwerp van onderzoek. In de loop van de daaropvolgende dagen werd ontdekt dat Lockhart op 4 september 2004 een telefoongesprek had gevoerd met de Texaanse National Guard-officier Bill Burkett. Lockhart beweerde later dat een anonieme vrouwelijke CBS-producer hem gevraagd had om contact op te nemen met Burkett. Hij ontkende dat het gesprek met Burkett iets met het National Guard-onderwerp te doen had.
In juni 2011 trad Lockhart in dienst van de Facebook-organisatie als hoofd van het team voor bedrijfsbeleids- en internationale communicatie. Omdat hij niet bereid was te verhuizen naar het hoofdkwartier van Facebook in Menlo Park (Californië), verliet hij deze onderneming in oktober 2012.
Op 15 februari 2016 werd Lockhart voorgesteld als de nieuwe vicevoorzitter voor communicatie en public relations van de National Football League. Hij legde deze functie na de Super Bowl van 2018 neer om meer tijd vrij te maken voor zijn familie.

### Persoonlijk
Lockhart trouwde in 2013 met Giovanna Gray.
In 2016 werd bekend dat president Obama en zijn gezin plannen hadden om, na zijn aftreden als president, Lockharts huis in de wijk Kalorama (Washington D.C.) te huren. Latere publicaties meldden dat de Obama's het huis in mei 2017 aankochten van de Lockharts, zeggend dat het verstandig was om eigenaar van het pand te worden omdat zij nog minstens twee jaar in Washington D.C. zouden blijven.